# Distrito de Copenhague
El distrito de Copenhague (Københavns Amt en danés) era uno de los 16 distritos en que se dividía administrativamente Dinamarca hasta 2006. Comprendía principalmente la parte oriental de la isla de Selandia (Sjælland), englobando las comunas del área metropolitana de Copenhague, a excepción de las municipalidades de Copenhague y Frederiksberg. Su capital era la ciudad de Glostrup.
A partir del 1 de enero de 2007, el distrito fue integrado en la nueva región de Hovedstaden, como parte de la reforma administrativa implementada en el país
Estaba compuesto por 16 comunas:
| - Albertslund - Ballerup - Brøndby - Dragør - Gentofte - Gladsaxe - Glostrup - Herlev - Hvidovre | - Høje-Taastrup - Ishøj - Ledøje-Smørum - Lyngby-Taarbæk - Rødovre - Søllerød - Tårnby - Vallensbæk - Værløse |

- Datos: Q849727
- Multimedia: København Amt / Q849727